# Euritemi
Euritemi (in greco antico: Εὐρύθεμις?) è un personaggio della mitologia greca, figlia di Cleobea e madre di Ipermnestra, Plessippo, Evippo, Euripilo Altea, Leda ed Ificlo avuti da Testio. 

Gli ultimi tre nomi sono citati come suoi figli anche da Igino che però la cita con il nome Leucippe (in greco antico: Λευκίππη?).

## Mitologia
Euritemi è il nome attribuitole da Apollodoro che la indica come madre di sette degli undici figli di Testio mentre Igino cita il nome di Leucippe come madre di tre dei sette figli di cui scrive Apollodoro. 

Igino però, visse in un'epoca successiva rispetto ad Apollodoro ed inoltre scriveva in latino (non in greco), pertanto il nome Leucippe si può ricondurre ad Euritemi sia per una errata tradizione filologica del mito che per la similitudine dei nomi dei figli citati che delle loro avventure mitologiche.